# Нешкі
Нешкі (пол. Nieszki) — село в Польщі, у гміні Бакалажево Сувальського повіту Підляського воєводства.
Населення — 88 осіб (2011).
У 1975-1998 роках село належало до Сувальського воєводства.

## Демографія
Демографічна структура станом на 31 березня 2011 року:
|          | Загалом | Допрацездатний вік | Працездатний вік | Постпрацездатний вік |
| -------- | ------- | ------------------ | ---------------- | -------------------- |
| Чоловіки | 46      | 3                  | 32               | 11                   |
| Жінки    | 42      | 9                  | 16               | 17                   |
| Разом    | 88      | 12                 | 48               | 28                   |